# Червоний флот УСРР
Черво́ний флот УСРР — військово-морські сили Української Соціалістичної Радянської Республіки, створені на базі імператорського Чорноморського флоту та ВМС Української Держави та УНР.

## Передумови виникнення
Ведучи війну з Українською Народною Республікою та Українською Державою (1917—1919 рр.) Радянська Росія вимушена була спиратися не лише на класові, але й на національні гасла. Більшовики не могли ігнорувати прагнення українського народу до національного державотворення. Тому деякий час вимушені були маскувати[джерело?] свої дії під військову допомогу проголошеній українськими емігрантами в Курську «братній радянській республіці» — УСРР, столицею якої незабаром став Харків.
Після жовтневого перевороту більшість екіпажів кораблів колишнього імператорського Чорноморського флоту підтримала Центральну Раду. 30 квітня 1918 року, на заклик більшовиків, частина кораблів ЧФ пішла з Севастополя до Новоросійська. Проте вже в червні ескадра кораблів на чолі з лінкором «Воля» під українським прапором повернулась до Севастополя. Збільшовичені судна залишилися в Новоросійську та були затоплені матросами за наказом В. Леніна.
За часів гетьмана Павла Скоропадського, протягом 1918 року, майже всі кораблі колишнього Імператорського Чорноморського Флоту — підняли український прапор та увійшли до Українського Чорноморського флоту.
Проте восени 1918 року в Україні спалахнуло антинімецьке та антигетьманське повстання українського народу, а до портів Чорного моря згодом ввійшли війська держав Антанти та Добровольчої армії.
Командувач Українського флоту контр-адмірал В'ячеслав Клочковский намагався провести переговори з інтервентами, але англійське та французьке командування поставилося до флоту, як до власної здобичі, що відійшла до них від переможених ворогів — німців та їхніх союзників-маріонеток. Частину кораблів було передано Добровольчій армії, яку підтримували держави Антанти, оскільки вона була правоприємницею Російської держави (колишнього члена Антанти), а більшість суден інтервенти вивели до своїх портів.
Якщо кораблі досить швидко були захоплені військами Антанти, то підводні човни Чорноморського флоту, що базувались в Одесі, до кінця 1919 року ходили під українським Військово-Морським прапором.
Залишаючи Україну в квітні 1919 року, інтервенти Антанти пошкодили ті кораблі, які не мала змоги вивести з собою.

## Флот УСРР
В 1918 році в уряді проголошеної Української Соціалістичної Радянської Республіки (УСРР) було створено Народне секретарство військових справ, були сформовані також українська Народна революційно-соціалістична армія — Червоне козацтво та Українська радянська армія.
У грудні 1922 року було створено Союз Радянських Соціалістичних Республік, який проголошувався союзом рівноправних республік. У виступі на XII з'їзді РКП(б) у квітні 1923 року голова українського уряду Х. Раковський заявив, що «союзне будівництво пішло неправильним шляхом» а партія «робить фатальні помилки». Під тиском делегатів з національних республік Й. Сталін вніс пропозицію з'їзду погодитись з організацією в республіках національних військових формувань та національних військових шкіл і з'їзд це рішення ухвалив. Але в липні 1923 року Х. Раковського було усунуто з посади голови РНК УСРР.
На початку 1923 року до бойового складу Морських сил Чорного і Азовського морів входило лише два есмінці, п'ять канонерських човнів, два підводні човни та півтора десятка тральщиків, відремонтованих переважно коштом УСРР на її заводах.
12 листопада 1923 року ЦВК СРСР прийняв «Положення про комісаріат з військових та морських справ СРСР». Відповідно до цього документа оборонна й військова сфери були виключною прерогативою Москви і «союзні та рівноправні» республіки від цих питань рішуче відсторонювалися. Проте відновлення флоту потребувало великих коштів і їх знову почали брали з України.
У 1924 році було відремонтовано і введено до бойового складу флоту крейсер «Пам'ять Меркурія», перейменований на «Комінтерн», есмінець «Лейтенант Занте», перейменований на «Незаможник», ряд інших кораблів і допоміжних суден. А українська суднобудівна промисловість стала основною базою будівництва корабельного складу флоту.
У той же час, після усунення Х. Раковського з посади голови РНК УСРР в Україні почалися «чистки» владних структур від націонал-комуністичних елементів, ряд процесів було проведено над моряками ЧФ у Севастополі, Миколаєві та Одесі. Гонінням піддано всіх, хто мав хоч якесь відношення до національно-визвольних змагань і флоту УНР. Внаслідок репресій різко знизився процент українців серед особового складу флоту. Сама ідея українського радянського флоту визнавалася злим ворожим задумом проти радянської влади і проявом крайнього «українського буржуазного націоналізму». Особливо багато було репресовано українців на Чорноморському флоті під час більшовицького терору в 1937—1939 роках. Ця політика проводилась радянським керівництвом аж до розпаду СРСР. Так, згідно з партійними директивами з кадрових питань, кількість українців на посадах начальників політвідділів та командирів бригад і кораблів 1 рангу Чорноморського флоту в 1990 році не могла перевищувати 13 відсотків їхньої загальної кількості. Хоча насправді фінансувався, будувався та відновлювався після революційного погрому Чорноморський флот переважно коштом українського народу.